# بروسان
بروسان (انگلیسی: Borusan) شرکت هلدینگ ترک است، که در سال ۱۹۴۴ تأسیس شد.